# 李靜儀 (澳門)
李靜儀（葡萄牙語：Lei Cheng-i，1981年—），女，是現任澳門立法會議員，自2013年起就任，本身是澳門工會聯合總會行政人員。
第5屆立法會選舉，李靜儀用勞工界身份自動當選。第6屆立法會選舉，李靜儀轉戰直選，在「同心協進會」名單排第一，成為“票后”。2021年，李靜儀再戰直選爭取連任，第7屆立法會選舉，同樣在「同心協進會」名單排第一，於結果出爐後再度成為“票后”。

## 外部連接
- . 澳門立法會.   [2021-08-28]. （原始内容存档于2017-10-25） （繁体中文）.